# SUNDAY
SUNDAY（1997年－2007年，港交所前上市代號：0866，納斯達克前上市代號：SDAY）為香港一間電訊公司，成立於1997年，是香港提供2G及3G服務的電訊公司之一。公司在開曼群島註冊，總部設於鰂魚涌太古坊和域大廈，2000年3月16日在香港聯合交易所及3月15日在美國納斯達克市場上市。
2006年12月15日起，公司在香港交易所和納斯達克停止交易，並把所有資產賣給電訊盈科。2006年12月19日SUNDAY由開曼群島遷冊英屬處女群島，並在2007年1月被清盤。清盤前SUNDAY的主要股東是電訊盈科（79.35%）及華為技術投資有限公司（9.91%）。SUNDAY品牌已於2007年3月26日正式易名為PCCW Mobile 2G。

## 背景
SUNDAY創辦人、前聯席主席衞斯文在香港從事電訊業多年。1984年，他與和記黃埔及摩托羅拉合夥成立和記電話，即今天的3；他出任該合營公司的董事總經理。1993年，衛斯文離開和記，並與同年辭職的和黃前董事總經理馬世民創辦私人流動電訊組合公司Distacom。隨後引入麗新集團林建岳、富聯國際鄭維新及中旅國際等為股東，成立匯亞電訊，1996年取得香港六個個人通訊服務牌照之一；1997年匯亞易名為SUNDAY，推出流動電話服務。衞斯文與鄭維新共同擔任SUNDAY聯席主席。

## 發展
SUNDAY於1997年開始營運，初期經營GSM1800流動電話業務，其後推出IDD、ISP、WAP服務。2000年初，該公司採用WAP和GPRS技術，推出sunday.com及SO WAP。2001年，SUNDAY以最低價$10,000.01投得3G牌照，但缺乏資金發展，未能推出服務。在2005年5月SUNDAY宣布推出3G服务的一周内，電盈宣布入主SUNDAY。由于電盈的介入，SUNDAY实力大增，其整合后的PCCW Mobile于2006年1月推出爲期六個月的“3G優先試”活動，进行3G业务推广。在2006年年中正式開始3G用戶商業推廣活動。

### 上市
SUNDAY在香港電訊市場份額一向不大。1999年末、2000年初，TOM.COM在港掀起科網股熱潮，同樣具新科技概念的SUNDAY雖然未符合三年盈利的上市規定，但它以基建公司類別向聯交所申請豁免獲批，成功借科網股之勢上市集資。當時，SUNDAY的主要股東包括Distacom、麗新發展、富聯國際、僑福建設企業及中旅社。
2000年3月16日，SUNDAY以招股上限3.78港元掛牌，集資淨額約21億港元。但隨着科網股熱潮爆破，加上香港電訊競爭激烈，SUNDAY股價逐年下跌，2002年曾挫至0.092元的歷史新低，較招股價跌了97%。
2003年3月底，SUNDAY引入深圳電訊設備商華為科技，借款16億元以償還債務及興建網絡；經過2004年兩次增加投資份額，華為最後持股增至9.91%。

### 收購
2005年6月13日，電訊盈科宣佈以每股0.65元，收購Distacom（46%）及富聯（13%）所持SUNDAY股份，作價11.6億元，並計劃以19.4億進行全面收購。這是繼電盈於2002年向澳洲電訊（Telstra）沽清CSL權益後，重返香港流動電話市場。
2005年12月16日，SUNDAY召開特別股東大會，表決電盈私有化方案。由於收購價較當初招股價少逾八成，不少小股東對方案表示反對。結果華為在內的3.16億股（82.8%）股份贊成、小股東為主的6500萬股（17.2%）股份反對，多於10%股東反對，私有化遭否決，電盈須回復SUNDAY公眾持股量達25%。
2006年11月30日，SUNDAY舉行特別股東大會，以99.5%通過把所有資產賣給電訊盈科、把所有現金用作派發特別股息及撤銷上市地位。SUNDAY在12月15日停牌，並在2007年1月清盤，每股分得0.65港元。如果在2000年IPO時認購了SUNDAY股份，一直持有直到清盤的話，投資者帳面損失82.8%（未計手續費和機會成本）。
SUNDAY為電訊盈科併購後的2G流動通訊服務品牌。但電盈於2007年3月1日宣佈，SUNDAY流動通訊服務將採用電訊盈科流動通訊品牌，將於2007年3月26日正式易名為PCCW Mobile 2G。而Sunday門市亦於同日起改為電訊盈科專門店，為客戶提供賬單繳費、更改服務及其他售後服務，以及手機銷售及上台、淨手機及配件銷售及儲值咭銷售等服務。

## 廣告宣傳
為提高市場佔有率，SUNDAY曾大量利用電視廣告作為宣傳工具，建立品牌形象。在開業首六年成為香港的廣告大戶，推出的電視廣告片逾百個，廣告開支最高峰為1999年，高達二億七千萬港元，於同年AC尼爾森舉行的香港品牌廣告開支統計中排名第三:201。據為SUNDAY創作廣告多年的曾錦程所述，SUNDAY自成立之初廣告策略就著重吸睛，其電視廣告一反1990年代香港電訊服務商聘請明星拍攝電影感廣告的作風，採用貼近大眾的惡搞題材；創作傾向挑戰權威，顛覆現狀，不按常理；並經常使用「食字」（諧音）；部分廣告通過仿懷舊風格顛覆舊手法和舊價值；亦時有惡搞外國人甚至中國內地人，以突顯「香港性」:213-221,654-655。因手法誇張出眾，故在香港引起廣泛關注，但亦常被投訴，充滿爭議。其競爭對手CTI同期亦有殺價超人等類似風格的廣告:137-138。
廣告列舉如下：
- 1998年「SUNDAY禮派日」[4]:208
- 1998-1999年：網絡質素提升主題[4]:208
  - 「慢游」[4]:211-213,225-227
  - 「九個靚仔」[4]:217,618-620
  - 「黐線」[4]:217,626-627

- 1999年3月1日，流動電話號碼可攜正式實施，客戶可以攜號轉台，SUNDAY利用電視廣告吸引客戶轉台。當年2月1日，該公司以「獨立日」為主題的廣告系列開始播放，片中一班青年在街上示威，宣揚「SUNDAY獨立日」[4]:208,622-625，暗示不滿本身電訊公司的客戶終可以轉換其他供應商。
- 在1999-2001年推出名為「SUNDAY話你知」的天氣預報，預報後，出現10秒的創意片段。例如：[4]:208,642-645

1. 天氣晴朗：羊頭比堅尼女郎，黑面雪人（日間），蝦仔你乖乖瞓落床（晚間）
2. 天陰：雲吃日，吸血鬼（日間），雲揪月（晚間）
3. 有雨：有隻青蛙跌落水，恭祝你福壽雨天齊
4. 寒冷天氣警告：眼睛吃冰淇淋
5. 熱帶氣旋警告及強烈季候風信號：甩毛雀
6. 外面有霧：蒼蠅死亡
7. 雷暴警告：比武論劍
8. 暴雨警告系統及山泥傾瀉警告：大雨點，開槍掃射，小貓墮下畫像

- 1999-2001年「SUNDAY 1622」主題[4]:208
  - 「竹葉青」：戲仿1970年代深入民心的「山西竹葉青」廣告[4]:217,628-631
  - 「街霸」[4]:217,637-639
- 2000年：sunday.com / So Wap主題[4]:208
  - 「太空奶」[4]:217
  - 「上網」[4]:217-219,640-641
  - 「達爾文」[4]:218：以達爾文發表進化論時不為世人所接受，比喻SUNDAY的創新比坐擁更多財力及技術的大公司超前。
- 2000-2003年：減價 / 優惠計劃主題[4]:208
  - 「毫七子」[4]:217
  - 「桃園結義，機不可失」[7]（豪傑三子）：以男同性戀為題材，取「基」（Gay）不可失的諧音。[6]:76-79
  - 「108隻蚊」[4]:218[6]:138-139,145-146
  - 「夜鬼」[4]:217,646-647（的士司機撞鬼）
  - 「牛眼」[4]:218
  - 「電鑽」[8]:47

投訴方面，據2006年有學者對香港廣告管制情況進行總結，1999-2004年間廣管局接獲最多投訴的15個廣告之中有7個是SUNDAY的廣告，包括最多投訴的首兩個廣告，分別為2001年的「的士司機撞鬼篇」（夜班的士司機撞鬼—平到你驚）共接獲1921宗投訴，獲廣管局審決作出「嚴重警告」，理由為「恐怖」；2002年的「電鑽篇」共接獲525宗投訴，獲廣管局審決作出「警告」，理由為「恐怖暴力」。而2001年的「眼球篇」（食麵送牛眼—儲值卡送全套增值服務），則接獲125宗投訴，獲廣管局審決作出「勸喻在合家歡時段以外播放」，理由為「恐怖」。其餘被投訴的廣告皆獲審決「不採取行動」或「表面証據不成立」。
另一位廣告業者畢明認為SUNDAY這些廣告的效果參差，但密集推出新廣告的做法，成功在善忘的觀眾群中維持「market presence」。而廣告接獲的投訴雖然破紀錄，但也讓公司成功建立鮮明的形象。

## 主要服務
- 提供2G服務
- 以電訊盈科流動通訊的名義提供3G服務

## 參閱
- 香港通訊

## 外部連結
- SUNDAY
- 電訊盈科